# Campeonato Europeo de Escalada de 1992
El I Campeonato Europeo de Escalada se celebró en Fráncfort (Alemania) el 18 de septiembre de 1992 bajo la organización de la Federación Internacional de Escalada Deportiva (IFSC) y la Federación Alemana de Deportes de Escalada.

## Medallistas

### Masculino
| Evento     | Oro                          | Plata                    | Bronce                    |
| ---------- | ---------------------------- | ------------------------ | ------------------------- |
| Dificultad | François Legrand Francia     | François Petit Francia   | Salavat Rajmetov · Rusia  |
| Velocidad  | Kairat Rajmetov · Kazajistán | Cristian Brenna · Italia | Andrzej Marcisz · Polonia |

### Femenino
| Evento     | Oro                         | Plata                      | Bronce                    |
| ---------- | --------------------------- | -------------------------- | ------------------------- |
| Dificultad | Susi Good · Suiza           | Isabelle Patissier Francia | Laurence Guyon Francia    |
| Velocidad  | Yelena Ovchinnikova · Rusia | Yuliya Inozemtseva · Rusia | Claudine Trécourt Francia |

## Medallero
| Núm. | País       | Oro | Plata | Bronce | Total |
| ---- | ---------- | --- | ----- | ------ | ----- |
| 1    | Francia    | 1   | 2     | 2      | 5     |
| 2    | Rusia      | 1   | 1     | 1      | 3     |
| 3    | Kazajistán | 1   | 0     | 0      | 1     |
| 3    | Suiza      | 1   | 0     | 0      | 1     |
| 5    | Italia     | 0   | 1     | 0      | 1     |
| 6    | Polonia    | 0   | 0     | 1      | 1     |
|      | TOTAL      | 4   | 4     | 4      | 12    |